# Suspension (pharmacie galénique)
Pour les articles homonymes, voir Suspension.
Une suspension est la dispersion d'un solide (poudre) insoluble (ou pratiquement insoluble) et finement divisé dans un milieu liquide. C'est un système hétérogène constitué d'une phase continue externe liquide et d'une phase interne solide dont la taille des particules varie généralement de quelques micromètres à cinquante micromètres.
En pharmacie galénique, on retrouve ce type de formulation dans des formes galéniques à usage externe (lotions, collyres) et à usage interne (pour voie orale ou parentérale).

## Avantages et inconvénients d'une forme suspension

### Avantages
- La stabilité chimique de certains principes actifs est améliorée avec une forme suspension (par rapport à une solution), par exemple avec certains antibiotiques.
- Les suspensions ont généralement moins de goût que les solutions et sont donc plus facile à aromatiser.
- L'absorption du principe actif est généralement plus rapide par rapport à une forme solide (comprimé par exemple).

### Inconvénients
- La biodisponibilité peut être moins bonne qu'une solution en fonction de la classification biopharmaceutique de la substance active

C'est un type de formulation généralement difficile à réaliser, car les facteurs qui régissent la stabilité physique des suspensions sont nombreux. Il est impossible d'obtenir des particules en suspension indéfiniment, elles sédimentent forcément au bout d'un certain temps : d'où la mention « Agiter avant usage » sur le flacon d'une suspension.
Le problème majeur réside dans la façon dont le sédiment s'est formé et dans le comportement du sédiment :
- soit le sédiment est cotonneux et occupe une place importante dans le flacon, avec un surnageant limpide : la suspension est dite floculée, elle est utilisable car une légère agitation permet d'obtenir une suspension homogène ;
- soit le sédiment a un aspect compact au fond du flacon, avec un surnageant trouble : la suspension est dite défloquée, et elle est à rejeter car la remise en suspension ne sera que partielle si on agite. Une croûte restera collée au fond du flacon (phénomène de caking), qui ne se remettra jamais en suspension, ce qui implique qu'une partie de la dose du médicament est perdue.

## Constituants d'une formule de suspension
- Principe(s) actif(s) : chaque principe actif a ses caractéristiques physicochimiques propres (solubilité, pH, point de fusion, état cristallin, sensibilité à la lumière, stabilité, taille des particules, etc.) qui vont guider le choix des autres substances (excipients) constituant la suspension. L'objectif est que la suspension ait une vitesse de sédimentation relativement lente (après agitation, elle doit rester homogène toute la durée du prélèvement). Il faut que le sédiment formé ait un aspect floconneux et qu'il soit facile à remettre en suspension par simple agitation du flacon. Il faut aussi que la forme galénique ait une viscosité relativement faible (elle doit rester suffisamment liquide).
- Phase liquide
- Tensioactifs (ou agents mouillants) : leur rôle est de faciliter le mouillage des particules. Tous les tensioactifs ne peuvent pas être utilisés par voie orale (utilisation de Tween 80 ou de Span 80 en général). Ils sont choisis pour leur faible influence sur la consistance de la forme pharmaceutique à obtenir et leur faible pouvoir moussant. Ils ne doivent pas présenter d'incompatibilité avec les autres constituants de la suspension. Ils doivent avoir une toxicité quasiment nulle et un pH voisin de la neutralité. Leur concentration varie généralement de 10-4 à 10-2 g%. Ils sont indispensables.
- Agents édulcorants : leur rôle principal est d'édulcorer l'ensemble de la préparation, mais ils peuvent aussi avoir un rôle mécanique en augmentant la densité du milieu (pour retarder la chute des molécules). Les plus utilisés sont le saccharose (sous forme de sirop de sucre, avec une concentration entre 5 et 40 g%) et le  sorbitol (concentration aux alentours de 70 g%, car son pouvoir sucrant est plus faible, mais il peut être utilisé en cas de diabète).
- Agents épaississants : leur rôle est de modifier les propriétés rhéologiques du milieu (augmentent la viscosité de la formulation). Ils jouent aussi le rôle de colloïde protecteur. Ce sont généralement des macromolécules comportant de nombreuses ramifications, qui forment des liaisons entre elles permettant ainsi d'emprisonner de petits grains de poudre. Ils sont indispensables, car ce sont eux qui permettent d'obtenir un précipité floconneux. On trouve des agents épaississants d'origine naturelle, par exemple les gommes (arabique, adragante, xanthane) et les alginates (qui permettent d'obtenir des suspensions stables dans une gamme de pH allant de 3 à 10). Certains sont d'origine semi-synthétique, comme les dérivés de cellulose (méthylcellulose ou cellulose microcristalline modifiée le plus souvent) ou d'origine synthétique comme le Carbopol (polymère carboxyvinylique) ou l'aérosine (oxyde silicique).
- Agents humectants : ils permettent d'éviter certaines cristallisations au niveau du bouchon du flacon (de sucre par exemple dans une formulation sirop) qui risquent d'empêcher l'ouverture du flacon. On utilise souvent la glycérine ou le propylène glycol. Ils ne sont pas indispensables.
- Électrolytes : leur rôle est de régler le potentiel zêta de la formule, mais ils peuvent être incompatibles avec certains excipients (méthylcellulose par exemple).

## Niveaux d'intervention des excipients
Les excipients vont moduler différents phénomènes physiques afin d'améliorer la stabilité de la suspension.
- Mouillage des particules
- Sédimentation des particules : les particules sédimentent sous l'action de la pesanteur. Si les particules sont sphériques et pratiquement de même taille, on peut appliquer la loi de Stokes. Mais les suspensions pharmaceutiques sont souvent trop « concentrées » pour pouvoir l'appliquer (trop grand nombre de particules qui interagissent lors de leur mouvement de sédimentation). On utilise plutôt la loi de Kozeny-Carman, dans laquelle la sédimentation est considérée comme une pénétration de liquide dans les pores de la particule entraînant sa chute.
- Phénomènes électriques à la surface des particules : la stabilité de la suspension dépend du potentiel zêta : plus il est élevé, plus les forces de répulsion entre particules augmentent, ce qui diminue la stabilité de la suspension. Un potentiel zêta faible favorise la floculation : l'ajout d'électrolytes (qui agissent en contrariant les excédents de charge) permet de réduire le potentiel zêta.
- Floculation : en pratique, on mesure le degré de floculation, qui est le ratio entre la hauteur ultime du sédiment et la hauteur de départ après qu'on a attendu la sédimentation d'une suspension versée dans une éprouvette graduée. C'est une valeur comprise entre 0 et 1 : elle est égale à 1 dans le cas d'une suspension idéale (qui ne sédimente pas), et doit être supérieure à 0.6 en pratique, sinon le risque d'obtenir une suspension défloquée est trop important.
- Rhéologie : en pratique, les excipients vont modifier la viscosité de la formulation, qui peut être mesurée à l'aide d'un viscosimètre, le viscosimètre de Brookfield par exemple.

## Mise au point d'une suspension
Le principe est de faire des gammes en ajoutant les excipients un par un.
- On commence par une série de gammes avec le liquide (eau), le principe actif et le tensioactif en concentrations croissantes. On laisse reposer 24 heures, puis on effectue une observation macroscopique de l'échantillon. Si un des points de gamme a un aspect satisfaisant, on gardera la concentration en tensioactif de cet échantillon tout au long de la mise au point
- Puis une série d'échantillons est réalisée avec l'eau, le principe actif, le tensioactif à la concentration choisie à l'étape précédente et un agent épaississant à diverses concentrations
- Une troisième série est préparée de la même manière en testant différentes concentrations d'un agent édulcorant, puis d'un agent humectant (s'il ne pose pas de problème d'incompatibilité), puis d'un agent aromatisant (liquide si possible). On peut aussi ajouter un agent colorant si besoin (souvent en rapport avec le goût), si cela peut améliorer l'observance.

## Suspensions intégrales de plantes fraiches
Procédé de fabrication permettant de conserver l'intégralité du totum d'une plante, la suspension intégrale de plantes fraiches (SIPF) est une solution hydro-alcoolique (tirage : 30°) où sont inclus des extraits de plantes vivantes.
Ne subissant ni filtrage, ni chauffage, les plantes gardent donc la totalité de leur principe actif.